# Сячинтов, Павел Николаевич
Павел Николаевич Сячинтов (1891, Вартемяги — 6 мая 1937 года, Ленинград) — советский конструктор самоходных и танковых орудий, изобретатель. В литературе по танковедению встречается также как П. Сячентов, Пётр Сячентов, Пётр Николаевич Сячентов, П. Н. Сячентов, Павел Яковлевич Сячинтов, Пётр Иванович Сячентов.

## Биография
Русский, родом из деревни Вартемяги Шлиссельбургского уезда Санкт-Петербургской губернии. Проживал в Ленинграде, работал конструктором самоходных орудий на опытном заводе имени Кирова. Награждён орденом Ленина.
31 декабря 1936 года арестован и 6 мая 1937 года Выездной сессией Военной коллегии Верховного Суда СССР осуждён по статьям 58-6, 58-7, 58-8, 58-11 УК РСФСР и приговорён к расстрелу. Приговор приведён в исполнение 6 мая 1937 года, захоронен в Ленинграде.

## Работы
Среди многих других, известен разработками СУ-5 и АТ-1.

### Танковая пушка ПС-1
37-мм пушка ПС-1 была модификацией орудия SA18 французской фирмы «Гочкис» и устанавливалась в танки МС-1.

### Танковая пушка ПС-2
37-мм пушка ПС-2 образца 1930 года — проект новой танковой пушки калибра 37 мм, разработанный в 1930 году.
В 1930 году под индексом ПС-2 была принята на вооружение под названием «37-мм танковая пушка образца 1930 года», хотя её серийное производство так и не было освоено. ПС-2 предполагали для установки в серийные двухбашенные танки Т-26 выпуска 1932 года, танки ТГ и БТ-2. Опытные варианты пушки были установлены в башне прототипа танка Т-35-1.

### Танковая пушка ПС-3
Сячинтов был конструктором 76,2-мм пушки, предназначенной для установки в средние, тяжёлые танки, а также в артиллерийские танки и САУ (ПС-3). Пушка содержала много новинок для советского танкостроения: ножной спуск, крепление по-походному, двойную оптику, подъемный механизм со сдающим звеном.
Несмотря на первоначально неудачные испытания на танке Т-26-4, пушка ПС-3 была принята на вооружение под названием «танковая пушка обр. 1933 года». Кировский завод в мае 1933 года начал освоение её производства. Завод медлил с производством, первые орудия были предъявлены в 1936 году, и за 1933—1937 годы завод сдал около двадцати ПС-3 (лишь 12 были переданы в эксплуатацию). В связи с арестом в 1936 году Сячинтова работа над пушкой была прекращена в 1938 году, ПС-3 быта снята с вооружения, а орудия, уже установленные в Т-28 и АТ-1, сняты.

### Архивы
- РГАНТД фонд Р-1 опись 1-5 дела 12518,12657.